# Ökna socken
Ökna socken i Småland ingick i Östra härad, ingår sedan 1971 i Vetlanda kommun i Jönköpings län och motsvarar från 2016 Ökna distrikt.
Socknens areal är 80,88 kvadratkilometer, varav land 79,19. År 2000 fanns här 861 invånare. Tätorten Kvillsfors samt kyrkbyn Ökna med sockenkyrkan Ökna kyrka ligger i socknen. 

## Administrativ historik
Ökna socken bildades på 1500-talet genom en utbrytning ur Alseda socken och fick egen stenkyrka 1766, vilken ersatte ett träkapell från 1559.
Vid kommunreformen 1862 övergick socknens ansvar för de kyrkliga frågorna till Ökna församling och för de borgerliga frågorna till Ökna landskommun. Landskommunen inkorporerades 1952 i Alseda landskommun och uppgick sedan 1971 i Vetlanda kommun. Församlingen uppgick 2010 i Alseda församling.
1 januari 2016 inrättades distriktet Ökna, med samma omfattning som församlingen hade 1999/2000.  
Socknen har tillhört samma fögderier och domsagor som Östra härad. De indelta soldaterna tillhörde Kalmar regemente, Vedbo härads kompani, och Smålands husarregemente, Hvetlanda och Södra Vedbo skvadroner, Hvetlanda koompani.

## Geografi
Ökna socken ligger kring Emån vid gränsen till Kalmar län. Socknen är en kuperad skogstrakt med moränavlagringar som ån skurit sig ner i.

## Fornlämningar
Av fornlämningar finns endast några få gravrösen, ett större vid Stora Rör.

## Namnet
Namnet (1571 ökna) är bildat ur ordet öken, ödeskog.

### Fotnoter
1. 1 2 3  Svensk Uppslagsbok Ökna socken
2. 1 2  Harlén, Hans; Harlén Eivy (2003). Sverige från A till Ö: geografisk-historisk uppslagsbok. Stockholm: Kommentus. Libris 9337075. ISBN 91-7345-139-8
3. ↑  ”Församlingar”. Statistiska centralbyrån. https://www.scb.se/hitta-statistik/regional-statistik-och-kartor/regionala-indelningar/forsamlingar/. Läst 30 december 2022.
4. ↑  Administrativ historik för Ökna socken (Klicka på församlingsposten). Källa: Nationella arkivdatabasen, Riksarkivet.
5. ↑  Indelta soldater, torp och rotar i Jönköpings län Arkiverad 24 januari 2012 hämtat från the Wayback Machine. Jönköpingsbygdens Genealogiska Förening
6. 1 2  Sjögren, Otto (1931). Sverige geografisk beskrivning del 2 Östergötlands, Jönköpings, Kronobergs, Kalmar och Gotlands län. Stockholm: Wahlström & Widstrand. Libris 9939
7. 1 2 3  Nationalencyklopedin
8. ↑  Fornlämningar, Statens historiska museum: Ökna socken
9. ↑  Fornminnesregistret, Riksantikvarieämbetet: Ökna socken Fornminnen i socknen erhålls på kartan genom att skriva in sockennamn (utan "socken") i "Ange geografiskt område"